# Las Canoas, Tuxpan (Jalisco)
Las Canoas är en ort i Mexiko.   Den ligger i kommunen Tuxpan och delstaten Jalisco, i den södra delen av landet, 500 km väster om huvudstaden Mexico City. Las Canoas ligger 1 529 meter över havet och antalet invånare är 140.
Terrängen runt Las Canoas är huvudsakligen kuperad, men västerut är den bergig. Terrängen runt Las Canoas sluttar österut. Runt Las Canoas är det ganska tätbefolkat, med 78 invånare per kvadratkilometer. Närmaste större samhälle är Ciudad Guzmán, 10,6 km norr om Las Canoas. Omgivningarna runt Las Canoas är en mosaik av jordbruksmark och naturlig växtlighet.